# Baker Township (comté d'O'Brien, Iowa)
Pour les articles homonymes, voir Baker Township.
Baker Township est un township, du comté d'O'Brien en Iowa, aux États-Unis,.
Le township est créé dans les années 1870 et nommé en l'honneur du général N. B. Baker, qui joue un rôle très actif dans sa création.

## Source de la traduction
- (en) Cet article est partiellement ou en totalité issu de l’article de Wikipédia en anglais intitulé « Baker Township, O'Brien County, Iowa » (voir la liste des auteurs).